# Postulant
Postulant (av lat. postulo "begära", "önska") kallas den person som genomgår en prövotid i ett kloster utan att ännu vara novis.